# Łukasz Rokicki
Łukasz Rokicki (ur. 23 czerwca 1983) – polski lekkoatleta, który specjalizował się w biegach sprinterskich.
Medalista mistrzostw Polski seniorów ma w dorobku złoto (Biała Podlaska 2005) oraz dwa brązy (Bydgoszcz 2004 i Szczecin 2008) w biegu rozstawnym 4 × 100 metrów.
Rekordy życiowe: bieg na 100 metrów – 10,66 (27 września 2003, Białogard); bieg na 200 metrów – 21,33 (28 maja 2005, Biała Podlaska).